# Raszid Ahmad al-Manna’i
Raszid Ahmad al-Manna’i, Rashid Ahmed Al-Mannai (ur. 18 czerwca 1988 w Dosze) – katarski lekkoatleta specjalizujący się w skoku wzwyż i trójskoku.
Międzynarodową karierę zaczynał w roku 2005 kiedy to był jedenasty w mistrzostwach świata juniorów młodszych oraz czternasty w mistrzostwach Azji. W kolejnym sezonie wystartował w mistrzostwach świata juniorów oraz w igrzyskach azjatyckich. W 2007 roku zdobył srebrny medal igrzysk krajów arabskich oraz brąz na halowych igrzyskach azjatyckich, a w 2008 był trzeci podczas halowego czempionatu Azji. Niespodziewanie, ustanawiając nowy rekord życiowy, wygrał we wrześniu 2010 zawody pucharu interkontynentalnego.
Startując w trójskoku, zdobył brązowy medal halowych mistrzostw Azji w Doha (2016).
Al-Manna’i bił w ciągu swojej kariery rekordy Kataru w skoku wzwyż w hali i na stadionie, także w kategorii juniorów. 
Rekordy życiowe: skok wzwyż (stadion) – 2,28 (4 września 2010, Split); skok wzwyż (hala) – 2,24 (1 listopada 2007, Makau); trójskok (stadion) – 16,47 (18 lipca 2015, Stara Zagora); trójskok (hala) – 15,97 (20 lutego 2016, Doha).

## Osiągnięcia
| Rok  | Impreza                               | Miejsce        | Konkurencja | Lokata            | Wynik  |
| ---- | ------------------------------------- | -------------- | ----------- | ----------------- | ------ |
| 2005 | Mistrzostwa świata juniorów młodszych | Marrakesz      | skok wzwyż  | 11. miejsce       | 2,08   |
| 2005 | Mistrzostwa Azji                      | Incheon        | skok wzwyż  | 14. miejsce       | 2,10   |
| 2006 | Mistrzostwa świata juniorów           | Pekin          | skok wzwyż  | el. – 17. miejsce | 2,10   |
| 2006 | Igrzyska azjatyckie                   | Doha           | skok wzwyż  | 12. miejsce       | 2,10   |
| 2007 | Mistrzostwa Azji                      | Amman          | skok wzwyż  | 15. miejsce       | 2,10   |
| 2007 | Światowe igrzyska wojskowych          | Hajdarabad     | skok wzwyż  | 8. miejsce        | 2,14   |
| 2007 | Igrzyska panarabskie                  | Kair           | skok wzwyż  | 2. miejsce        | 2,17   |
| 2007 | Halowe igrzyska azjatyckie            | Makau          | skok wzwyż  | 1. miejsce        | 2,24   |
| 2008 | Halowe mistrzostwa Azji               | Doha           | skok wzwyż  | 3. miejsce        | 2,18   |
| 2010 | Puchar interkontynentalny             | Split          | skok wzwyż  | 1. miejsce        | 2,28   |
| 2010 | Igrzyska azjatyckie                   | Kanton         | skok wzwyż  | 3. miejsce        | 2,19   |
| 2011 | Mistrzostwa Azji                      | Kobe           | skok wzwyż  | 8. miejsce        | 2,15   |
| 2011 | Światowe igrzyska wojskowe            | Rio de Janeiro | skok wzwyż  | 11. miejsce       | 2,11   |
| 2011 | Igrzyska panarabskie                  | Doha           | skok wzwyż  | 3. miejsce        | 2,21   |
| 2013 | Mistrzostwa Azji                      | Pune           | trójskok    | 5. miejsce        | 15,98  |
| 2013 | Igrzyska frankofońskie                | Nicea          | trójskok    | 6. miejsce        | 16,30  |
| 2015 | Mistrzostwa panarabskie               | Manama         | trójskok    | 2. miejsce        | 15,97w |
| 2015 | Mistrzostwa Azji                      | Wuhan          | trójskok    | 7. miejsce        | 16,06  |
| 2016 | Halowe mistrzostwa Azji               | Doha           | trójskok    | 3. miejsce        | 15,97  |
| 2017 | Igrzyska solidarności islamskiej      | Baku           | trójskok    | 10. miejsce       | 15,31  |